# 牛群
牛群（1949年12月—），男，祖籍山东昌邑，生于天津，中国第七代相声演员（师父常宝华），毕业于中央戏剧学院戏剧文学系。曾与冯巩搭档表演相声，除此之外爱好摄影，还曾任《名人》杂志主编、安徽省蒙城县副县长、蒙城县五子牛特殊教育学校校长等职。

## 生平
牛群祖籍山东昌邑市龙池镇齐西村，1949年12月生于天津。

## 历年春节联欢晚会小品
- 1988年 《巧立名目》
- 1989年 《生日祝辞》
- 1990年 《无所适从》
- 1991年 《亚运之最》
- 1992年 《办晚会》
- 1993年 《拍卖》
- 1996年 《明天会更好》
- 1997年 《两个人的世界》
- 1998年 《坐享其成》
- 1999年 《瞧这俩爹》
- 2006年 《打工幼儿园》
- 2007年 《策划》

## 著名相声
- 《小偷公司》
- 《点子公司》
- 《见机行事》

## 电视节目

### 主持人
- 2009年-2012年 吉林电视台 《牛群：》（牛群冒号）[6]
- 2014年 广西卫视 美丽乡村公益节目《第一书记》[7]